# Miguel Nijensohn
Miguel Nijensohn (* 1. Dezember 1911 in Buenos Aires; † 9. Mai 1983 in Mar del Plata) war ein argentinischer Bandleader, Arrangeur, Tangopianist und –komponist.

## Leben
Der Sohn jüdischer Auswanderer aus Lettland sollte eine klassische Musikausbildung absolvieren. Er studierte Klavier bei Vincenzo Scaramuzza und Harmonielehre bei Gilardo Gilardi, zog es aber vor, im Alter von nur vierzehn Jahren mit dem Orchester Roberto Firpos auf eine Südamerikatournee zu gehen. 1927 trat er im Trio mit dem dreizehnjährigen Aníbal Troilo und dem Geiger Domingo Zapia im Café Río de la Plata auf. Im Folgejahr schloss er sich einem Sextett unter der Leitung des Geigers Roberto Dimas an. Ab 1935 spielte er im Quintett Los Poetas del Tango (mit den Bandoneonisten Héctor Artola und Francisco Fiorentino und den Geigern Antonio Rodio und Miguel Bonano).
In derselben Zeit gründete er seine erste eigene Formation, mit der er in José Niesos Nachtclub Lucerna den Sänger Antonio Rodríguez Lesende begleitete. 1936 wurde er Pianist und Arrangeur im Orchester von Miguel Caló. Dieser ersetzte ihn drei Jahre später durch Héctor Stamponi und 1940 durch Osmar Maderna. Als Maderna 1945 ausschied, holte Caló ihn in sein Orchester zurück.
1955 leitete Nijensohn einen Gesangswettbewerb im Luna Park. Gewinner waren Jorge Budini und Mario Bonet. Diese engagierte er für ein neues Orchester, das aus den Bandoneonisten Víctor Lavallén, Manuel Daponte, Ángel Álvarez und Eduardo Cortti (später durch Osvaldo Montes ersetzt) und den Geigern Emilio González, Raúl Domínguez, Pedro Sapochnik und Milo Dojman bestand. Später schloss sich der Sänger Alberto Hidalgo der Formation an. 1958 wurde er musikalischer Leiter des von Antonio Maida geleiteten Senders Radio del Pueblo.
Mit dem Geiger Milo Dojman und den  Bandoneonisten Mauricio Chulman und Ángel Álvarez gründete er das Cuarteto de Oro, das jedoch aufgrund seiner exorbitanten Gagenforderung nie auftrat. Mit den Bandoneonisten Osvaldo Montes, Mauricio Chulman, Ángel Álvarez und Manuel Daponte spielte er in den Zwischenprogrammen im Kino Ópera zwei Monate lang eigene Arrangements klassischer Stücke. Als Komponist schrieb Nijensohn Tangos für Sänger wie Juan D’Arienzo, Miguel Caló und Carlos Di Sarli.

## Kompositionen
- Un desolado corazón (Text von Roberto Miró)
- Yo quiero cantar un tango (mit José Nieso, Text von José María Suñé)
- Viento malo (mit José Nieso, Text von José María Suñé)
- Castigo (mit José Nieso, Text von José María Suñé)
- Sol (mit José Nieso, Text von José María Suñé)
- Decime qué pasó (mit José Nieso, Text von José María Suñé)
- Leyenda del río (Text von Juan Pueblito)
- Derrotao (mit Pedro Héctor Pandolfi, Text von Julio Jorge Nelson)
- Caballo de calesita (mit Carlos Marín)
- La vendedora (Text von Carlos Bahr)
- Disco rayado
- Tango compadrón